# Canggu (Kuta Utara)
Canggu is een kustplaats in het bestuurlijke gebied Badung op het Indonesische eiland Bali in de gelijknamige provincie. De plaats is zo'n 8 km ten westen van het stadscentrum van Denpasar gelegen, en ligt zo'n 10 kilometer ten noorden van de badplaats Kuta. Het dorp telt 7088 inwoners (volkstelling 2010).